# Hispano Suiza V8
El motor Hispano Suiza 8 va ser el motor d'aviació més important durant la Primera Guerra Mundial, hi ha qui assegura que va ser el Rolls Royce Merlin d'aquesta guerra, i qui diu que va ser decisiu per assegurar el control del cel per part dels aliats.

## Història[1]
A la fàbrica de la Hispano de Bois-Colombes (França) es fabricaven els motors Gnome et Rhône, però la visita d'un familiar de la casa reial espanyola, durant el setembre de 1914 a la fàbrica de La Sagrera (actual Parc de la Pegaso), va trametre la inquietud per la manca d'un motor d'aviació nacional, tal com feien altres potències estrangeres. El director, Damià Mateu i Bisa, i l'enginyer en cap, Marc Birkigt, contestaren que la fàbrica estava preparada per dur a terme l'empresa. En l'acta del consell d'administració va quedar reflectit: Alentados en esta ocasión como en tantas otras, por las patrióticas y siempre benévolas indicaciones que la más alta representación del Estado se ha dignado hacer llegar hasta nosotros, nos hemos decidido a fabricar un motor para la aviación.
La Hispano ja havia rebut ofertes per construir, sota llicència Mercedes Benz, un motor 6 cilindres en línia de refrigeració líquida i 100CV de potència, però Birkigt el va rebutjar perquè la relació pes/potència, era molt desfavorable. També rebutjà la idea del motor en estrella rotatiu (el mateix que portava el famós Fokker Dr1, del baró Manfred von Richthofen), que millorava lles prestacions de refrigeració al rodar solidari amb l'hèlix, ja que considerava que seria difícil de sobrepassar els 150 CV.
Basant-se en un motor d'automòbil anterior, el 16Hp, amb importants innovacions tecnològiques favorables per utilitzar en l'aviació, es va començar el projecte del nou motor. Birkigt es va decidir per una nova arquitectura, que no s'havia fet servir mai en aviació, que consistia en disposició de 8 cilindres en V, refrigeració líquida, bloc d'una peça en aliatge lleuger, arbre de lleves en cap, amb comandament directe a les vàlvules (taquets), lubrificació a pressió i duplicació dels components més compromesos. La potència estimada es calculava en 140-160 CV a 1.000-1.600 RPM, el que suposava una relació pes/potència d'1 kg/CV.
El 24 de gener de 1915, ja estava enllestit el primer prototipus en procés de proves, mentre que el maig ja hi havia una unitat presèrie llesta per ser sotmesa a les proves d'homologació. En aquell moment es va fer una oferta al govern francès, que en principi va respondre amb certa indiferència per disposar d'indústries que fabricaven motors d'aviació tals com Gnome et Rhône, Renault, Peugeot, Lorraine-Dietrich. El fet que Hispano Suiza, disposés d'una fàbrica, filial, a Bois-Colombes, i que podia fabricar el nou motor, va fer que les autoritats accedissin a fer unes proves d'homologació molt més dures i llargues de les que realitzaven a qualsevol motor francès.
El 18 de juny de 1915, es va presentar a la fàbrica de La Sagrera, el comandant de l'aire de l'exèrcit francès Martinot Legarde, que després de presenciar diverses proves, el dia 20 va sortir cap a París amb dos motors de la sèrie 34, els números 3742 i 3743 i pocs dies després va ser enviat el número 3744. L'Exèrcit de l'aire francès els van sotmetre a les proves d'homologació obtenint un èxit rotund, superant els índexs de fiabilitat, potència i durabilitat de tots els motors francesos existents.
El desembre de 1915, el govern francès va fer una comanda de 50 motors a Hispano Suiza, així com la petició de llicència per la fabricació en sòl francès. Durant els 3 anys que encara va durar la guerra, contant tots els tipus de motor, van ser fabricats un total de 49.893 motors, dels quals 33.282 van ser fabricats a la filial de Bois-Colombes i les altres fàbriques franceses. També foren fabricats, sota llicència, per les següents empreses:
- Per Voisin, Peugeot, Chenard & Wolker, De Dion- Bouton. França
- Per Wolseley a Birmingham. Anglaterra
- Per Wright-Martin a New Brunswick (Nova Jersey). Estats Units
- Per Scat a Torí. Itàlia
- Per Mitsubishi. Japó

Si bé és cert que al començament la refrigeració era mixta, ja que aproximadament el terç inferior dels cilindres portaven aletes de refrigeració per reduir pes, aquesta solució no es va mostrar efectiva. A més, hi havia un altre problema amb la fosa de l'aliatge lleuger, que provocava porositats que causaven avaries. Això es va solucionar amb un esmalt al foc que portaven tant la cara interior com l'exterior del càrter. Un cop trobades aquestes solucions el motor no va fer més que evolucionar de manera diferent a Barcelona, França i als Estats Units, que van fer models propis

## Models de motors (de Barcelona)
Tipus 31
1915. Primer prototipus, amb refrigeració mixta d'11 aletes i cotes de diàmetre 120 x cursa 120
Tipus 31 (denominació Francesa 8Aa)
1916. Augment de les cotes a 120x130, 1450 RPM i 150 CV. Destinat a avions de caça. Cilindres de 8 aletes.
Tipus 34 (8Ab)
1918. Augmenten les revolucions a 1800 RPM i la compressió passa 5,3:1, la potència s'eleva a 180 CV. Multi usos. Refrigeració completament líquida.
Tipus 35 (8B)
1918. Augmenten les revolucions a 2.000, i la potència a 200 CV, porta reductor per l'hèlix.
Tipus 42 (8Fb)
1924. Augmenten les mides, el diàmetre i la cursa passen a 140x150, la cilindrada passa a 18,48 litres, la potència arriba a 300 CV a 1.800 RPM. La posada en marxa s'efectua per aire comprimit.
Tipus 42VS (8Fe)
1924. Les revolucions arriben a 1.850 i la compressió passa a 5,5:1, la potència queda establerta en 330 CV.

## Avions equipats amb aquest motor

### Europeus
- Austin-Ball A.F.B.
- Avia BH-21
- Avia BH-22
- Barron Flecha
- Bartel BM-5
- Blanchard Brd.1
- Caudron C.59
- Caudron R.11
- Fokker D.X
- Fokker S.III
- Gourdou-Leseurre GL.21
- Martinsyde F.4 Buzzard
- Nieuport 29
- S.E.5
- Sopwith Dolphin
- Sopwith Cuckoo
- SPAD S.VII (Aa)
- SPAD S.XI (Ab/34)

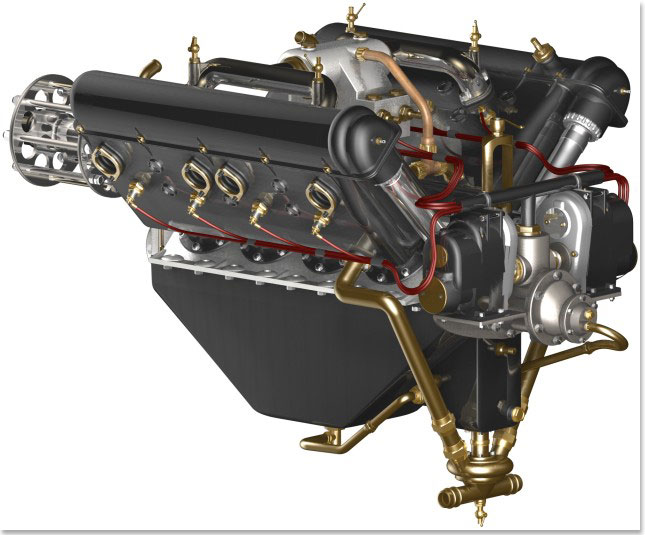
Representació d'un motor tipus 42

- SPAD S.XII (Ab/35), amb canó de 37m/m de calibre, muntat en l'eix de l'hèlix
- SPAD S.XIII (Ab/34)
- Waco DSO (Aa)

### Americans
- Boeing NB-2
- Boeing AT-3
- Consolidated PT-1
- Cox-Klemin TW-2
- Dayton-Wright TW-3
- Huff-Daland TW-5
- Curtiss AT-4
- Vought VE-7
- Waco DSO

### Mitsubishi "Hi"shiki
200HP (Ab/35)
- Yokosuka Ro-go Ko-gata
- Hansa-Brandenburg W.29 (Versió Japonesa)

300HP (42V)
- Mitsubishi 1MF
- Mitsubishi 2MR

## Models sobrevivents
Existeixen nombrosos exemplars exposats en tot el món. En el museu de l'aire de Madrid n'hi ha un exposat i alguna col·lecció privada a Catalunya.